# Hardsyssel
Hardsyssel var i middelalderen et syssel og den  gamle betegnelse på Vestjylland, omtrent svarende til lidt mindre end Ringkøbing Amt mellem kommunalreformen i 1970 og kommunalreformen i 2007.

## Geografi
Hardsyssel omfattede i alt 8 herreder: 
- Hammerum Herred
- Bølling Herred
- Hind Herred
- Ulfborg Herred
- Vandfuld Herred
- Skodborg Herred
- Hjerm Herred
- Ginding Herred

I nutiden er Herning den største by i området.
Købstæderne er Struer, Holstebro, Lemvig, Ringkøbing, og Skjern.

## Etymologi
Hardsyssel hører muligvis sammen med folkenavnet charudes, der er lokaliseret i den vestlige del af Jylland i Ptolemaios' Geographia (2. årh. e.Kr.). Det er også blevet foreslået, at navnet er beslægtet med det vestnorske fjordområde Hardanger, og det tidligere fylke Hordaland hvor Bergen var hovedby. Det behøver dog ikke at betyde, at der har været en folkevandring fra det ene sted til det andet, men blot at man har brugt det samme navn for to lokaliteter/stammer. Man afleder disse navne af et germansk ord *harud- "skov", hvoraf det tyske Harz-område har fået sit navn.